# Golk (Diera-Zehren)
Golk ist ein Ortsteil der sächsischen Gemeinde Diera-Zehren im Landkreis Meißen.

## Geografie

### Lage
Golk liegt rechts der Elbe an der Staatsstraße 88 von Meißen nach Nünchritz etwa 2 Kilometer nordwestlich von Diera. Durch den Ort fließt der etwa sieben Kilometer lange Gosebach Richtung Nieschütz. Nördlich und nordöstlich von Golk befindet sich der Golkwald.

### Nachbarorte
| Nieschütz  | Löbsal                                      | Laubach |
| Nieschütz  | Kompassrose, die auf Nachbargemeinden zeigt |         |
| Kleinzadel | Zadel                                       | Diera   |

## Geschichte

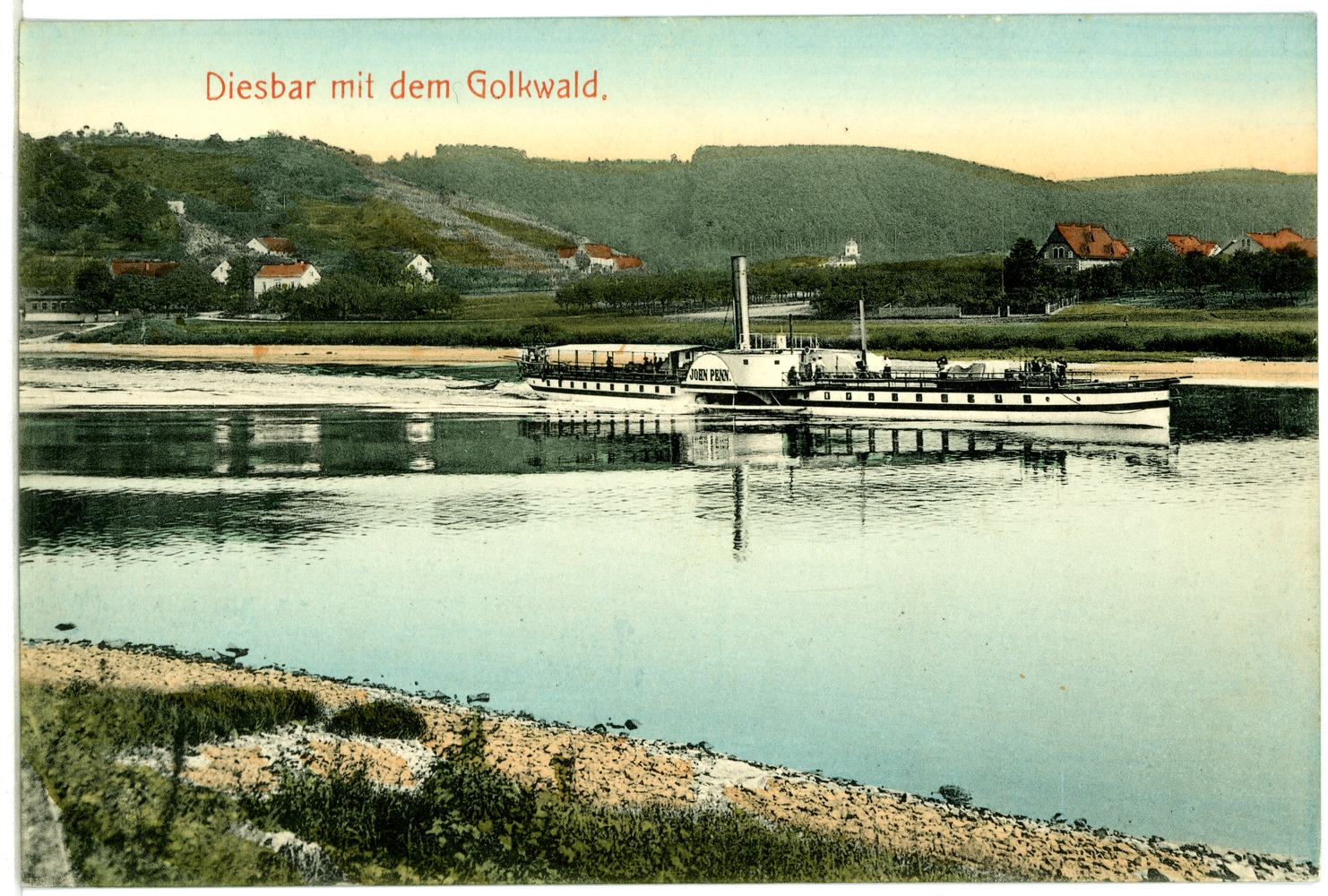
Diesbar mit Golkwald (1903)

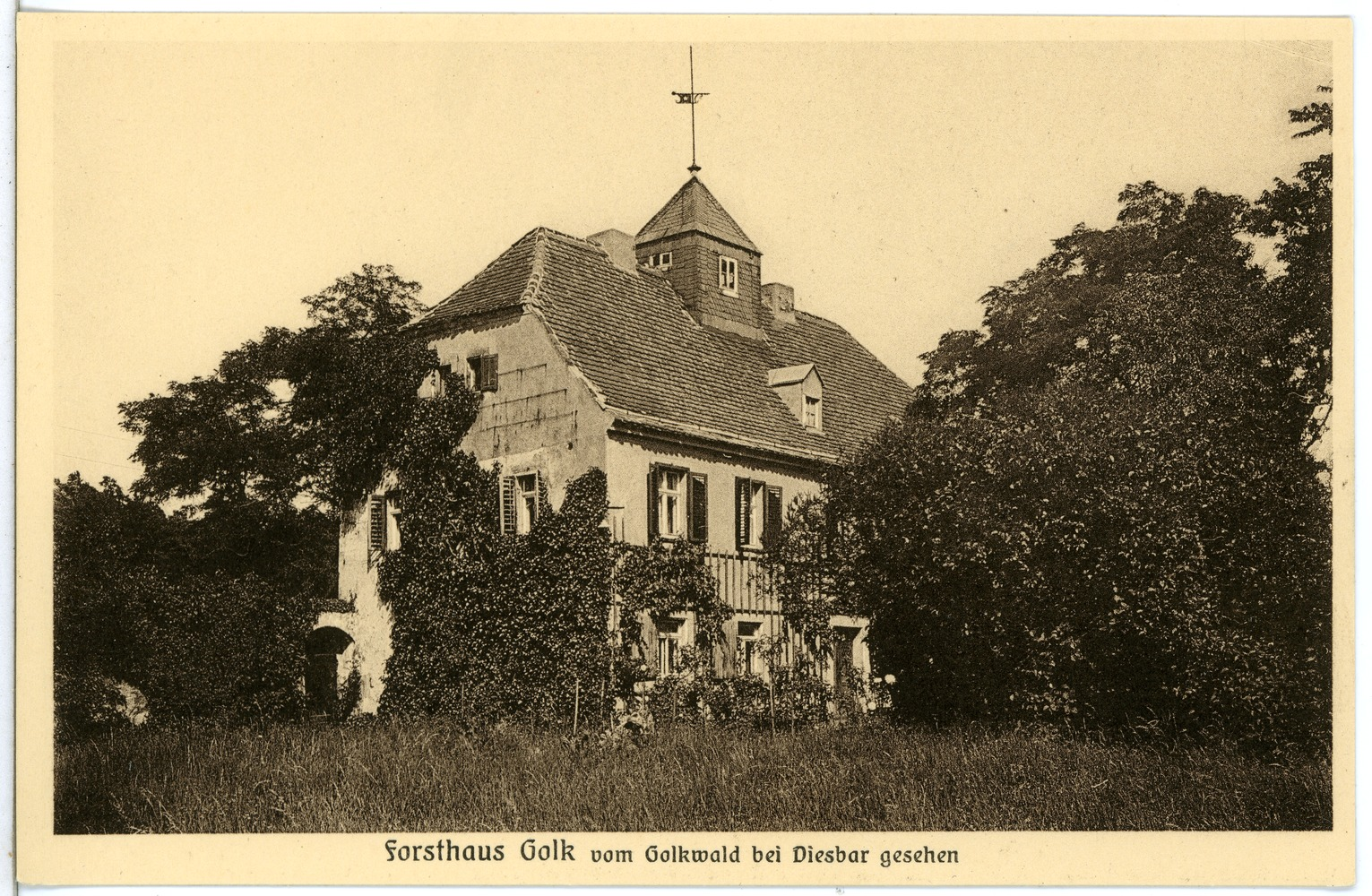
Forsthaus Golk (1927)

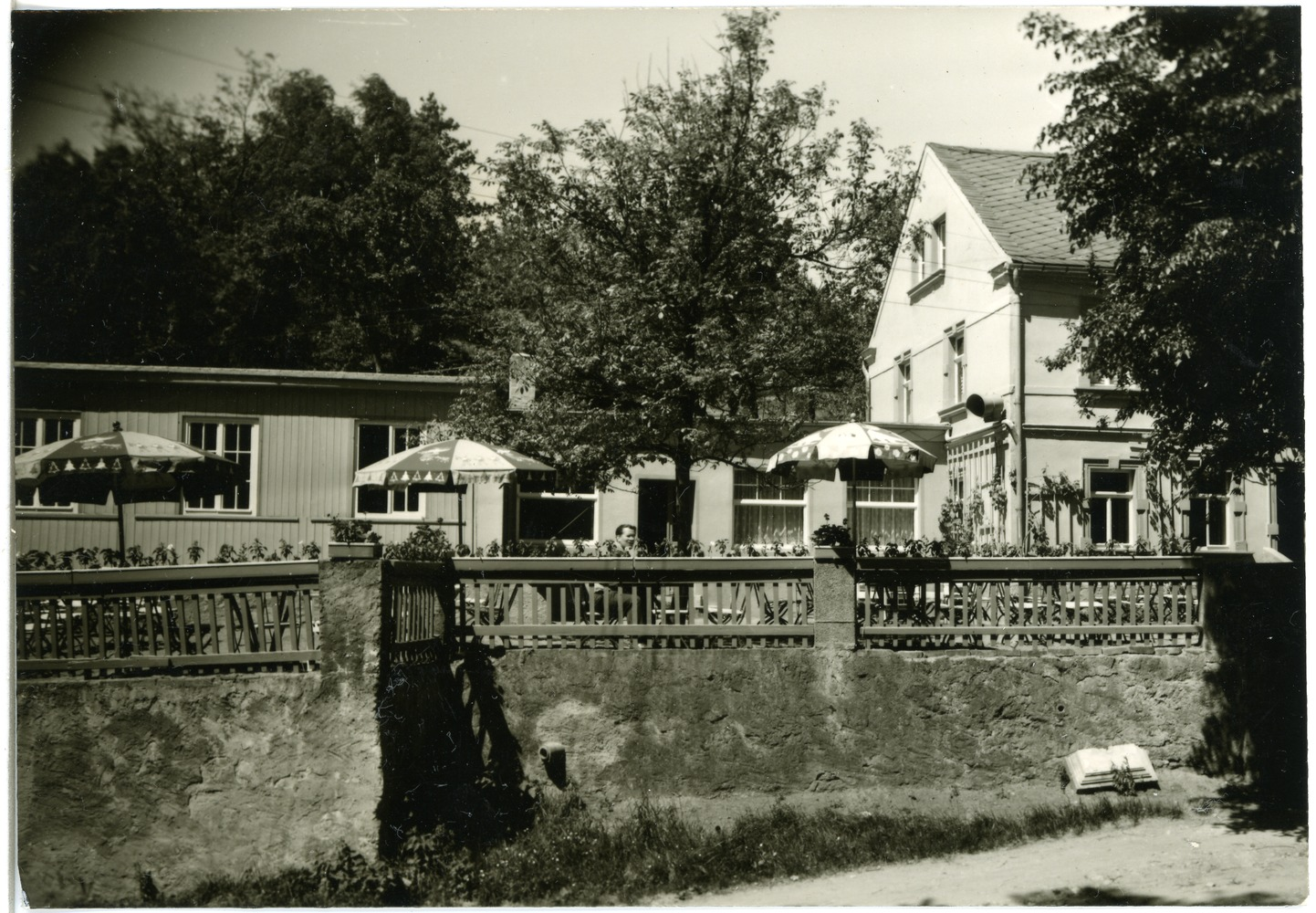
Talhaus Golk (1957)

Golk wurde erstmals 1380 als Ort am Kolke erwähnt. 1385 taucht der Ort als das Holz an dem Kolke auf. Der Name ist slawischen Ursprungs. Golk war 1816 zum Erbamt Meißen und 1843 zum Amt Großenhain gehörig. Zwischen 1856 und 1875 gehörte Golk zum Gerichtsamt Meißen, danach zur gleichnamigen Amtshauptmannschaft. Im Jahr 1900 betrug die Größe der Gemarkung 48 Hektar. Alle 1925 in Golk lebenden Menschen waren evangelisch-lutherisch. Der Ort war nach Zadel gepfarrt und gehört heute zur dortigen Kirchgemeinde. 1928 wurden Raupenberg und Taschenmühle, bisher Ortsteile von Zadel, nach Golk umgegliedert. Seine Selbstständigkeit verlor Golk am 1. Juli 1950 durch die Eingemeindung nach Nieschütz. Durch die Kreisreform 1952 wurde der Ort Teil des Kreises Meißen. Nieschütz wiederum wurde 1974 mit Zadel nach Diera eingemeindet. Am 1. Januar 1999 schlossen sich die Gemeinden Diera und Zehren zur neuen Gemeinde Diera-Zehren zusammen.

### Entwicklung der Einwohnerzahl
| Jahr | Einwohner |
| ---- | --------- |
| 1834 | 133       |
| 1871 | 146       |
| 1890 | 135       |
| 1910 | 145       |
| 1925 | 147       |
| 1939 | 250       |
| 1946 | 286       |
| 2011 | 154       |
| 2019 | 146       |

## Personen

### In Golk geboren
- Albert Dietrich (1829–1908), Komponist und Dirigent